# Dub na Záběhlé 1 – dvoják
Dub na Záběhlé 1 – dvoják je památný strom u bývalé obce Přední Záběhlá. Dub zimní (Quercus petraea (Mattuschka) Liebl.) roste jako solitér v nadmořské výšce 750 m. Dub mohutného vzrůstu, který je symbolem Brd, je vysoký 16 m, výška koruny 14 m, šířka koruny 20 m, obvod dutého kmene 726 cm (měřeno 2018). Strom je chráněn od 23. února 2019 jako krajinná dominanta, významný stářím a vzrůstem.

## Zajímavosti
Dub byl s největší pravděpodobností zasazen v první třetině 18. století, kdy v roce 1730 dorazila na toto místo skupina českých kolonistů s vozy. Dostali zadarmo půdu od arcibiskupského panství a na dvanáct let byli osvobozeni od daní. Podle této skutečnosti by měl být strom starý přibližně 290 let.
V roce 1939 byla vedle dubu postavena hájovna „Pod dubem“. Hajný Roh prý v březnu 1945 ukrýval partyzánského velitele Vasila Majského v již tehdy dutém kmeni před Němci po nezdařeném sovětském výsadku do lesů kolem Záběhlých a Padrtě. Výsadek byl prozrazen a Majskij byl jedním ze dvou, kteří přežili.

## Galerie

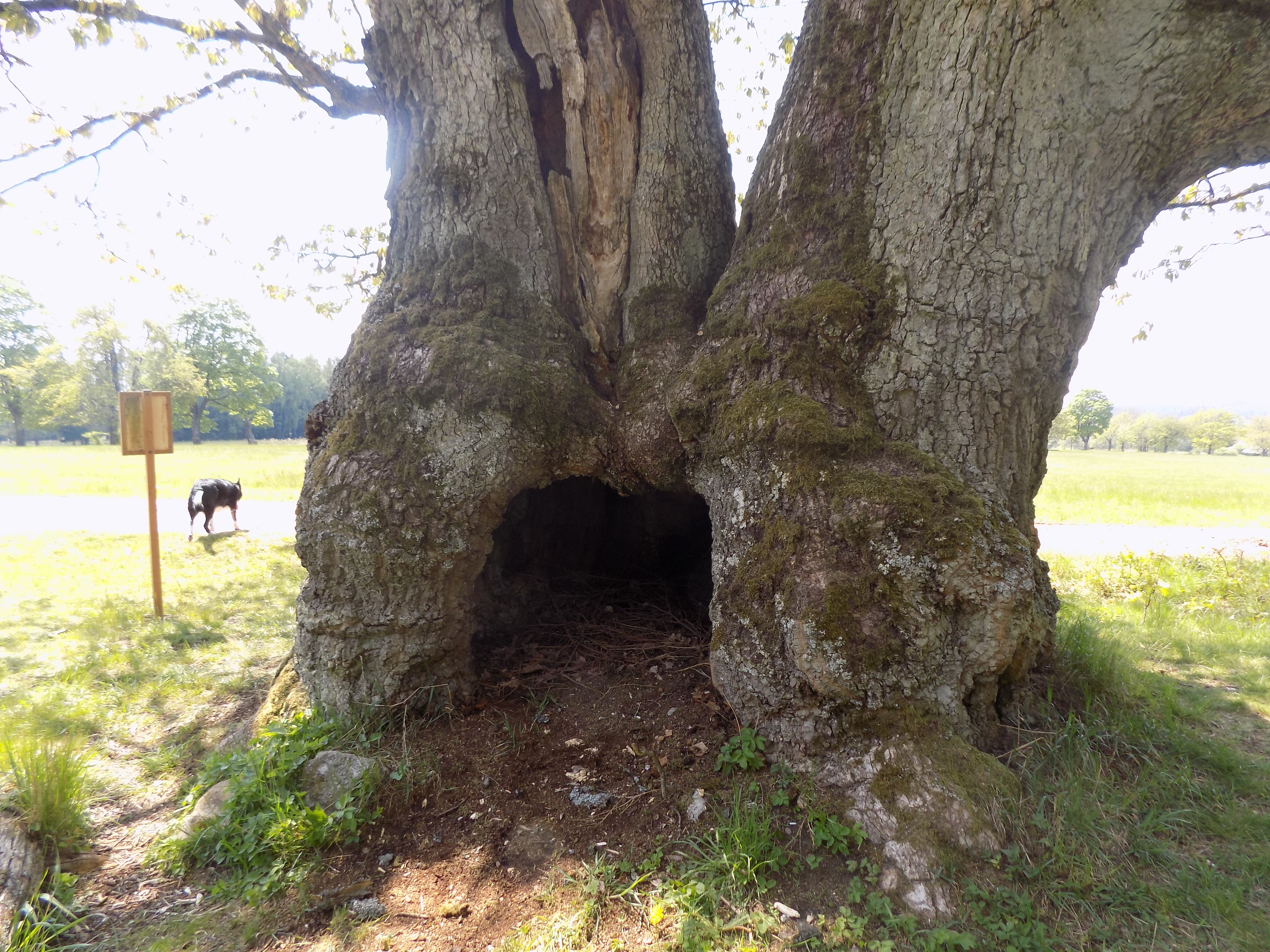
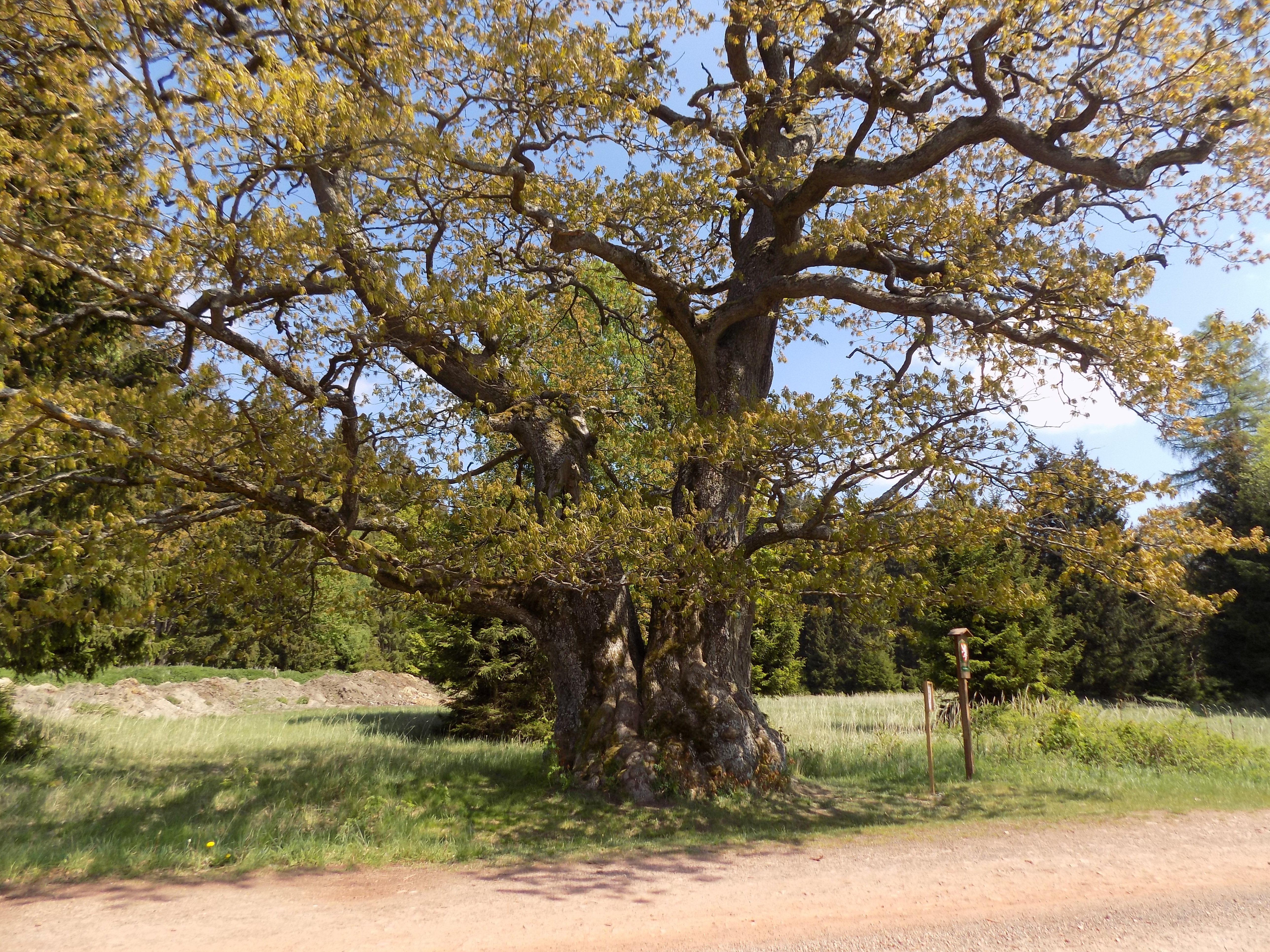
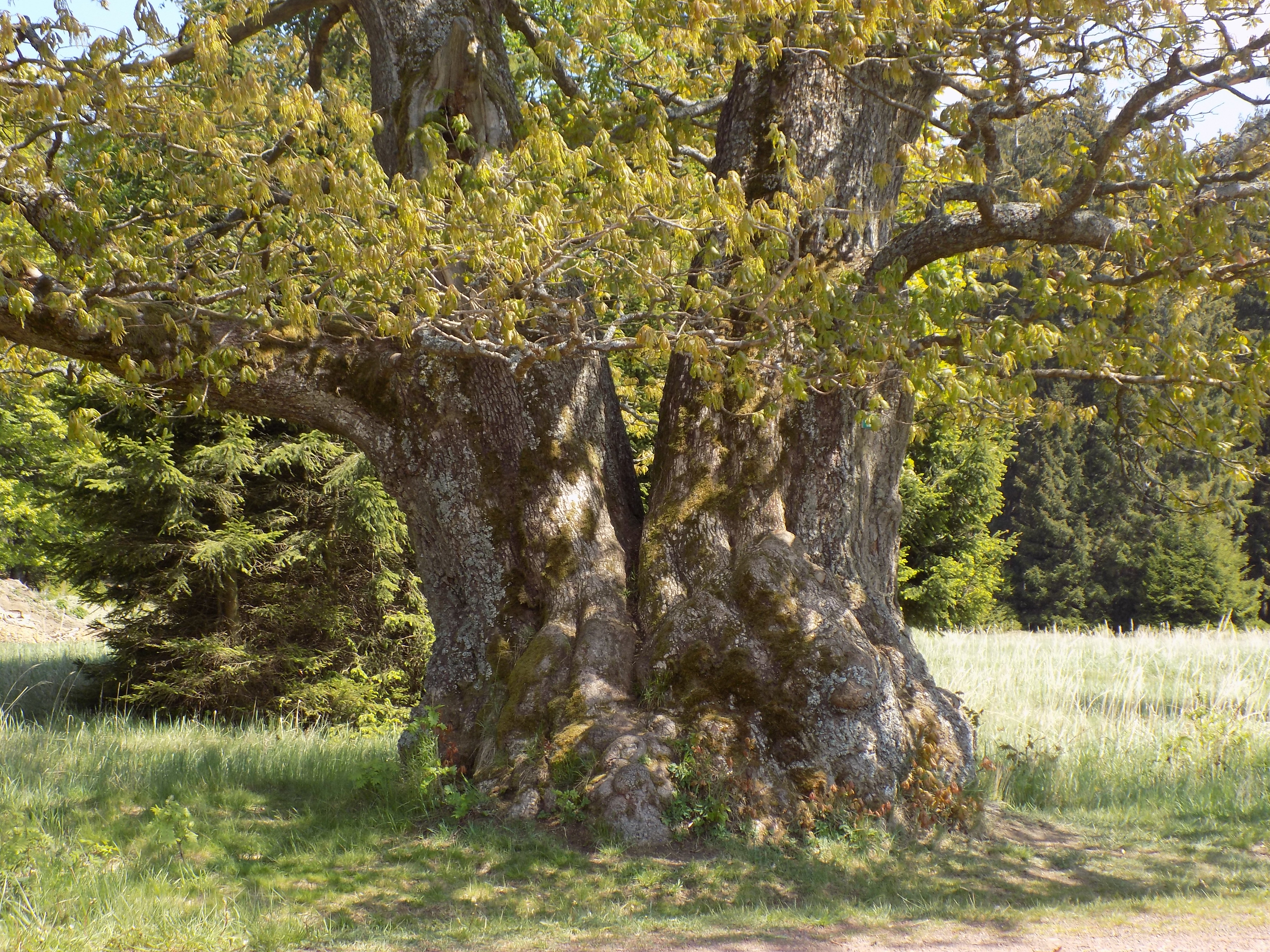
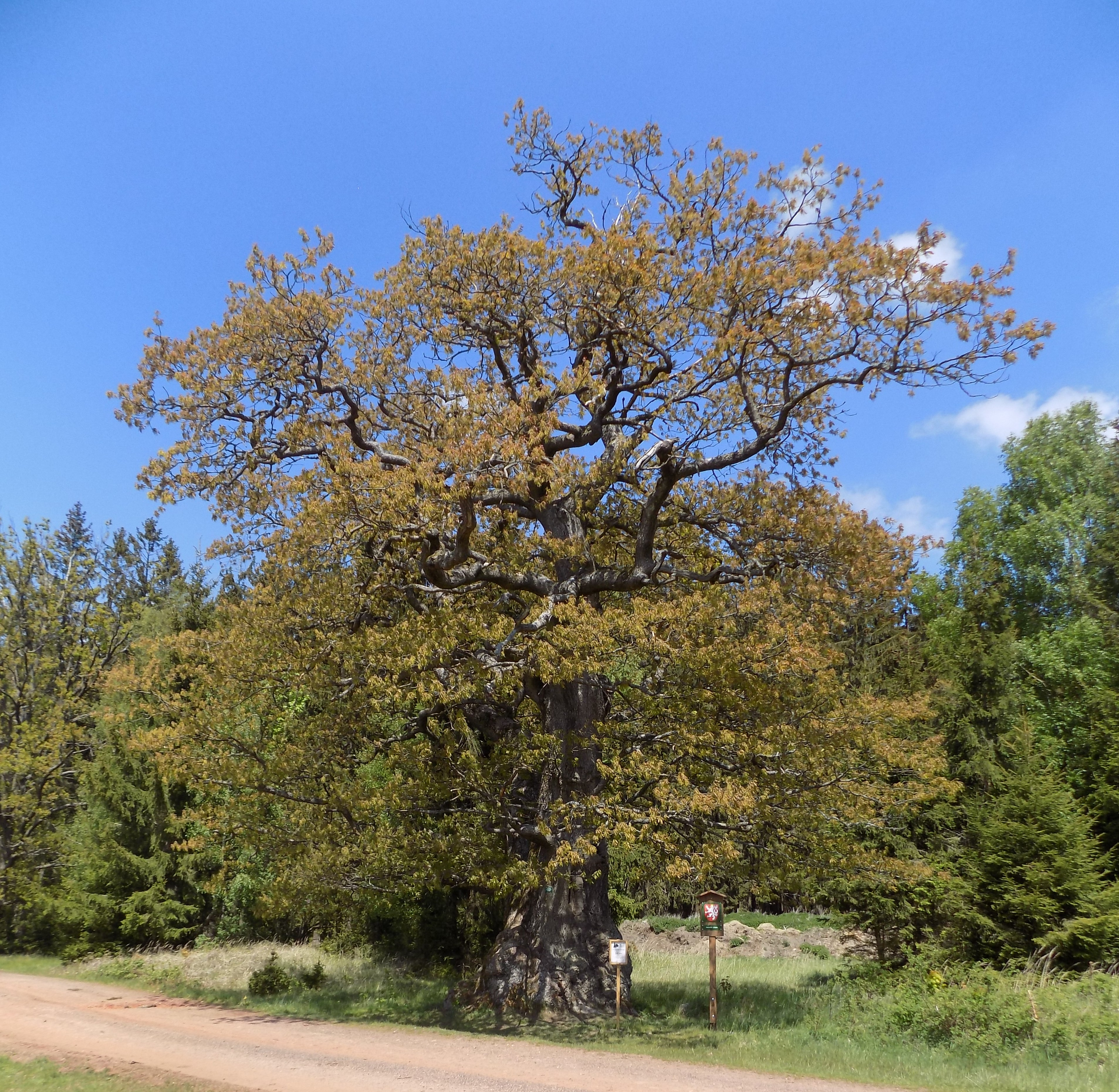

## Stromy v okolí
- Dub na Záběhlé 2
- Alej na Záběhlé